# Campeonato de Fórmula Truck de 2002
O Campeonato de Fórmula Truck de 2002 foi a sétima temporada de Fórmula Truck, realizada pela Confederação Brasileira de Automobilismo.
O campeão foi o piloto Roberval Andrade, com um caminhão Scania, o vice foi Wellington Cirino, que era então campeão anteriormente.

## Classificação
| Pos | Piloto                     | Marca         | Pontos |
| --- | -------------------------- | ------------- | ------ |
| 1   | Roberval Andrade           | Scania        | 146    |
| 2   | Wellington Cirino          | Mercedes-Benz | 111    |
| 3   | Djalma Fogaça              | Ford          | 97     |
| 4   | Beto Monteiro              | Ford          | 88     |
| 5   | Renato Martins             | Volkswagen    | 82     |
| 6   | Pedro Muffato              | Scania        | 47     |
| 7   | Fred Marinelli             | Scania        | 28     |
|     | Jorge Fleck                | Volvo         | 28     |
| 9   | Fabiano Brito              | Scania        | 26     |
| 10  | Diumar Bueno               | Volvo         | 25     |
| 11  | Flávio Trindade            | Mercedes-Benz | 22     |
| 12  | Débora Rodrigues           | Volkswagen    | 21     |
|     | Ernesto Pívaro             | Volvo         | 21     |
| 14  | Beto Napolitano            | Scania        | 19     |
| 15  | Heber Borlenghi            | Volkswagen    | 17     |
| 16  | Vignaldo Fizio             | Scania        | 13     |
| 17  | Thiago Grison              | Volvo         | 8      |
| 18  | Paulo César Nicolini       | Volvo         | 7      |
| 19  | Andrey Capanema            | Volvo         | 6      |
| 20  | Evaldo Quadrado            | Iveco         | 4      |
| 21  | Eduardo "Macarrão" Fráguas | Volvo         | 3      |
| 22  | Clayton Peres              | Scania        | 1      |